# Meade Lux Lewis
Anderson Meade Lewis (4 tháng 9 năm 1905 – 7 tháng 6 năm 1964), còn được biết đến với tên Meade Lux Lewis, là một nghệ sĩ dương cầm và nhà soạn nhạc người Mỹ, được chú ý đến với phong cách chơi boogie-woogie. Tác phẩm nổi tiếng nhất của ông, "Honky Tonk Train Blues", đã được nhiều nghệ sĩ ghi âm lại.

## Tiểu sử
Lewis được sinh ra ở Chicago, mặc dù một số nguồn cho rằng ở Louisville, Kentucky, vào ngày 4 tháng 9 năm 1905 (ngày 3 và 13 tháng 9 cũng được ghi nhận là ngày sinh của ông theo nhiều nguồn). Trong thời thơ ấu, ông chịu ảnh hưởng bởi nghệ sĩ dương cầm Jimmy Yancey.

## Di sản
Tác phẩm nổi tiếng nhất của Lewis, "Honky Tonk Train Blues", đã được ghi lại trong nhiều bối cảnh khác nhau, thường là trong một sắp xếp dàn nhạc lớn.

## Danh sách đĩa
- 1941: Boogie Woogie (compilation), Columbia Records C44[5]
- 1975: Tell Your Story, Oldie Blues OL 2805
- 1982: Giant of Blues and Boogie Woogie 1905–1964, Oldie Blues OL 2810
- 1984: Chicago Piano Blues and Boogie Woogie 1936–1951 Vol. 3, Oldie Blues OL 2827